# Tomasz Lebiedzinski
Tomasz Lebiedzinski (* 19. April 1966) ist ein ehemaliger polnischer Handballspieler.

## Leben
Er ist ausgebildeter Diplomsportlehrer. Der 1,96 große Lebiedzinski lief 167 Mal für die polnische Handballnationalmannschaft auf. Er spielte für Wybrzeże Gdańsk und den Dessauer HV. Von 1995 bis 1999 spielte er für den SC Magdeburg, mit dem er 1998/99 den EHF-Cup gewann. Es folgte wieder ein Einsatz beim Zweitligisten Dessauer HV, bis er dann von 2001 bis 2005 und nochmals ab 2006 für die Ahlener SG spielte.